# Stary Cmentarz Południowy w Monachium
Stary Cmentarz Południowy w Monachium(niem. Alte Südfriedhof lub Alter Südlicher Friedhof) – cmentarz w Monachium.
Pierwotnie został założony w 1563 jako cmentarz dla zadżumionych (leżał kilkaset metrów na południe od Sendlinger Tor). Od 1788 do 1868 cmentarz stał się głównym miejscem pochówków dla mieszkańców całego miasta. Powierzchnia cmentarza wynosi ok. 10 ha (w tym stara część ok. 7 ha i nowa ok. 3 ha). Jest nieczynny.
Na cmentarzu został ustanowiony Pomnik Powstańców Styczniowych.